# Nodosités d'Heberden
 (juillet 2023).
Si vous disposez d'ouvrages ou d'articles de référence ou si vous connaissez des sites web de qualité traitant du thème abordé ici, merci de compléter l'article en donnant les références utiles à sa vérifiabilité et en les liant à la section « Notes et références ».
Pour les articles homonymes, voir Heberden.

Nodosités d'Heberden.

Les nodosités d'Heberden sont des épaississements osseux au niveau des articulations interphalangiennes distales, articulations les plus proches des ongles. Il s'agit d'excroissances osseuses appelées ostéophytes, qui sont des signes d'arthrose. Elles se manifestent par des tuméfactions arrondies, séparées par une dépression, qui peuvent entraîner des déformations des doigts. Elles peuvent toucher plusieurs doigts et sont plus fréquentes chez les femmes.